# Edelmiro Julián Farrell
Edelmiro Julián Farrell Plaul, argentinski general, * 12. februar 1887, Lanús, Buenos Aires, † 31. oktober 1980, Buenos Aires.
Farrell je bil podpredsednik Argentine (1943–1944) in predsednik Argentine (1944–1946).